# In the Land of Grey and Pink
In the Land of Grey and Pink ist das dritte Studioalbum der britischen Progressive-Rock-Band Caravan. Es erschien im Jahr 1971 bei Deram Records und gilt als Klassiker des Canterbury Sound.

## Entstehung und Veröffentlichung
Das Album wurde von Ende 1970 bis Anfang 1971 in den A.I.R. London Studios und den Studios von Decca Records aufgenommen und im September 1971 über das zu Decca gehörende Label Deram veröffentlicht. In the Land of Grey and Pink ist das letzte Album Caravans in Originalbesetzung, da Dave Sinclair die Band noch 1971 verließ und dann zunächst mit Robert Wyatt weiterarbeitete. Pye Hastings zufolge soll Sinclair mit den Einkünften bei Caravan unzufrieden gewesen sein.
In the Land of Grey and Pink wurde 1989 erstmals auf CD veröffentlicht. Remasterte Versionen mit unveröffentlichten Bonus-Titeln und alternativen Versionen erschienen 2001 und 2011, letztere mit einem Surround-Mix von Steven Wilson.

## Titelliste

### Seite 1
1. Golf Girl – 5:00
2. Winter Wine – 7:35
3. Love to Love You (and Tonight Pigs Will Fly) – 3:03
4. In the Land of Grey and Pink – 4:59

### Seite 2
1. Nine Feet Underground – 22:40
  1. Nigel Blows a Tune
  2. Love’s a Friend
  3. Make It 76
  4. Dance of the Seven Paper Hankies
  5. Hold Grandad by the Nose
  6. Honest I Did!
  7. Disassociation
  8. 100% Proof

### Bonus-Titel 2001
1. I Don’t Know Its Name (Alias The Word) – 6:12
2. Aristocracy – 3:42
3. It’s Likely to Have a Name Next Week – 7:48
4. Group Girl – 5:04
5. Disassociation/100% Proof – 8:35

### Bonus-Titel 2011
1. Frozen Rose (I Don’t Know Its Name Alias The Word) – 6:10
2. Love to Love You (and Tonight Pigs Will Fly) – 3:36
3. Nine Feet Underground – 22:39

### Bonus-CD 2011
1. Aristocracy – 3:15
2. It Doesn’t Take a Lot – 3:14
3. Love to Love You (and Tonight Pigs Will Fly) – 3:36
4. It’s Likely to Have a Name Next Week – 7:48
5. Nigel Blows a Tune – 5:55
6. Group Girl – 5:14
7. Love Song Without Flute – 3:33
8. In the Land of Grey and Pink – 3:43
9. Love to Love You (and Tonight Pigs Will Fly) – 3:12
10. Nine Feet Underground – 14:27
11. Feelin’, Reelin’, Squealin’ – 9:30

## Stil
Caravan spielen auf dem Album melodiösen, vom Canterbury Sound geprägten Progressive Rock. Die Gitarre steht gegenüber Orgel, Flöte und Saxofon eher im Hintergrund, es finden sich Einflüsse aus Folk, Easy Listening und Improvisationsmusik. Die humorvollen Liedtexte und das Artwork sind von pastoralen und phantastischen Motiven durchzogen.

## Rezeption
In the Land of Grey and Pink konnte sich zwar nicht in den Charts platzieren, verhalf Caravan aber dennoch zum Durchbruch. Heute gilt das Album als Meisterwerk der Band und zeitloser Klassiker des Canterbury Sound. Das Musikmagazin eclipsed urteilt, es lebe „von einem Wohlfühlfaktor, der einen in Staunen versetzt“ und wählte es auf den 31. Platz seiner Liste der 150 wichtigsten Prog-Alben. Die britische Musikzeitschrift Classic Rock kürte In the Land of Grey and Pink im Juli 2010 zu einem der 50 Musikalben, die den Progressive Rock prägten, und im Juni 2015 wählte das renommierte Fachblatt Rolling Stone das Album auf Platz 34 der 50 besten Progressive-Rock-Alben aller Zeiten.